# Čudesne zvijeri i gdje ih naći
J. K. Rowling napisala je Čudesne zvijeri i gdje ih naći da bi pomogla dobrotvornoj organizaciji Comic Relief. Oko 80 % cijene ide izravno najsiromašnijoj djeci u različitim dijelovima svijeta. Prodajom ove knjige kao i Metloboja kroz stoljeća skupljeno je 15,7 milijuna funti za njih. U jednom intervjuu Rowling je izjavila da je izabrala Čarobne zvijeri zato što je to zabavna tema i zato što je već imala dosta materijala o toj temi.

## Knjiga
Čudesne zvijeri... pokušavaju biti reprodukcija imaginarne knjige u posjedu Harryja Pottera, koju je napisao imaginarni pisac Newt Scamander, slavni magizoolog. U seriji romana o Harryju Potteru, magizoologija (izvedenica iz magično i zoologija) znanost je koja se bavi proučavanjem magičnih stvorenja. Osoba koja se bavi magizoologijom zove se magizoolog.
Čudesne zvijeri... sadrže povijest magizoologije i opisuju 75 magičnih vrsta koje se mogu pronaći u cijelom svijetu. Većinu informacija u knjigama prikupio je sam Scamander tijeko svojih dugogodišnjih putovanja preko pet kontinenata. Imaginarni autor napominje da je prvo izdanje ove njegove knjige 1918. naručio gospodin Augustus Worme iz izdavačke kuće Obscurus Books. Ova je knjiga prvi put izdana 1927. godine, a do sada je doživjela 52 izdanja.
Ova je knjiga obvezni udžbenik za učenike prve godine u Hogwartsu, i odobrena je kao udžbenik još od prvog izdanja. Nije jasno zašto je učenici trebaju na prvoj godini, kad još ne slušaju Skrb za magična stvorenja. Međutim, može se koristiti kao enciklopedija Mračnih stvorenja na satovima Obrane od mračnih sila. U svojem predgovoru Albus Dumbledore ističe i njezinu korisnost u čarobnjačkim kućanstvima.
Dobar dodatak knjizi čine i bezbrojni komentari Harryja i Rona (i jedan Hermionin). Po nekim njihovim komentarima, možemo zaključiti da su napisani otprilike u vrijeme radnje četvrte knjige.

## Newt Scamander
Newton "Newt" Artemis Fido Scamander imaginarni je autor knjige Čudesne zvijeri i gdje ih pronaći rođen 1897. Prema dijelu knjige "O piscu", Scamander je postao magizoolog zbog interesa za bajoslovne zvijeri, koje je odmalena poticala njegova majka, strastvena uzgajivačica čistokrvnih hipogrifa.
Nakon završenog školovanja u Hogwartsu, Scamander se zaposlio u Ministarstvu magije, u Odjelu za regulaciju i kontrolu magičnih stvorenja. Jedan dio karijere proveo je u Uredu za premještanje kućnih vilenjaka, ali je potencijale ostvario tek premještajem u Odsjek za zvijeri. Registar vukodlaka iz 1947. gotovo je u potpunosti njegovo djelo, ali najviše se ponosi Zabranom eksperimentalnog uzgoja iz 1965. Kao suradnik Direkcije za proučavanje i kontrolu zmajeva proputovao je svijet, a njegovi su doprinosi magizoologiji 1979. nagrađeni Merlinovima veleredom drugog razreda.
Sada umirovljen, živi u Dorsetu sa suprugom Porpentinom i svojim pitomim žustricama: Hoppy, Milly i Razbijačem.

## Izdanja
Izdanje Algoritma
Meki uvez: ISBN 9532200061

## Ostalo
- Metloboj kroz stoljeća
- Popis knjiga u Harryju Potteru